# Rojenje čebel
Rojenje čebel je naravno razmnoževanje čebeljih družin. Pri tem se družina razdeli na dva dela. En del ostane v panju, drugi del pa panj zapusti. Približno polovica čebel, včasih tudi več, se pridruži stari matici in si poišče novo domovanje. Ostale čebele ostanejo v panju in čakajo, da se iz pokritih matičnikov izvali mlada matica, se oplodi in prične zalegati nove čebele. Roj je popoln naraven začetek nove čebelje družine, ki prinese s seboj vse, kar rabi mlada čebelja družina za svoj razvoj, razen satja, zalog hrane in zalege. To je predvsem pomembno, ker s seboj ne prinese morebitnih bolezni, katerih povzročitelji imajo zatočišče v starem satju. Ko zapusti staro družino v panju, se delno tudi otrese varoje in zgradi novo satje.

## Rojilna doba-obdobje razmnoževanja
Rojenje je razmnoževalna faza čebelje družine, ki jim  omogoča obstoj skozi miljone let. Eksplozivni spomladanski razvoj čebel jih vodi v rojilno razpoloženje. Čebele gradijo nastavke matičnikov, matica pa jih zaleže. Čebele matici zmanjšujejo intezivnost krmljenja z mlečkom in matica izgublja težo. Družina se pripravlja na delitev oziroma na rojenje. Matica izgublja težo predvsem zato, da bo lahko poletela zraven drugih iz panja.

### Zunanja znamenja pred rojem
- čebele ne izletavajo več tako pridno na pašo kot sosednji panji,
- zadaj na okencu čebele lenobno grozdijo. Četudi čebelar vanje rahlo pihne, zelo malo zašumijo in se takoj umirijo. Za take družine pravijo, da sedijo na roju. Kljub morebitni dobri paši ne nosijo, ker jih je že zajelo rojilno razpoloženje-svojo energijo hranijo za postavitev novega doma.

Prvi roj je pripravljen na rojenje, ko je najstarejši matičnik pokrit. Potrebno je le še ugodno vreme. Okrog 11. do 13 ure so roji najpogostejši . Čebele so vzele na pot v novi dom polne golše medu, kar jim zagotavlja hrano za tri dni.
Drugi roj sledi prvemu, ko se v panju iz najbolj zrelega matičnika izleže mlada matica. Roj z njo se običajno usede višje na drevo in je zaradi manjše moči za čebelarja manj zanimiv.

## Ogrebanje roja
Ogrebanje opravijo tako, da pod roj postavijo ogrebalnik in nato močno udarijo po veji, na kateri sedi. Roj pade v ogrebalnik. Roj na težje dostopnem mestu lahko ogrebejo tako, da dajo v ogrebalnik sat z mlado zalego, ki privablja roječe čebele. Ko se čebele v ogrebalniku obrnejo z glavo v smeri njegovega dna, pomeni, da je matica že v ogrebalniku. Kmalu bodo šle za njo še preostale čebele. Pri prvem načinu pa če pozabijo na matico obstaja možnost da gredo čebele iz ogrebalnika nazaj na drevo.

## Zaviranje nastanka rojilnega razpoloženja
Čebelja družina doseže v predrojilnem času vrhunec razvoja. Dnevno se izleže 1500 do 1700 mladih čebel, odmre pa jih od 1000 do 1700. To pomeni, da je v družini do 500 čebel dnevnega prirastka. Če je v panju skupno do 40.000 čebel, je pašnih največ polovica. Te lahko prinesejo precej medičine - če je v panju dovolj praznega prostora in če družina ne bo rojila.
V obdobju pred rojenje čebele izletavajo na pašo le v manjšem obsegu, prenehajo z gradnjo in hranijo svoje moči za poznejše ustvarjanje novega doma. Če se to dogaja v času kratkokrajne glavne paše, je pridelek medu manjši. Pojav rojilnega razpoloženja v AŽ panju zavirajo:
- z izrezovanjem trotovine: s tem hkrati tudi pomembno in pravočasno zmanjšujejo število varoj, ki se v tem obdobju v čebelji družini hitro množijo. Trotovina je zalega, iz katere se razvijejo troti,
- s pravočasnim odvzemom sata pokrite zalege s čebelami: zamenjajo ga s praznim in s tem čebelam omogočijo dodaten prostor za gradnjo satja in širitev zalege (postopek lahko večkrat ponovijo),
- z odvzemom mladih čebel: z njimi naredijo umetne roje ali jih porabijo za plemenilčke (pomožna družina),
- z zamenjavo položaja v panja:  panj, v katerem je močna družina, prestavijo na mesto, kjer je bila slabše razvita družina, to pa dajo na mesto močne družine. Pri AŽ-panjih je to opravilo zamudno, ker morajo prestavljati sat za satom.
- podiranje rojilnih matičnikov v 7-dnevnem ritmu: izvleči je potrebno vsak sat in podreti zaležene matičnike. Če spregledajo en sam zaležen matičnik ali če zamudijo 7-dnevni ritem, lahko družina izroji.